# Pseudantonina giganticoxa
Pseudantonina giganticoxa är en insektsart som beskrevs av Lobdell 1930. Pseudantonina giganticoxa ingår i släktet Pseudantonina och familjen ullsköldlöss. Inga underarter finns listade i Catalogue of Life.